# Cyclosa centrifaciens
Cyclosa centrifaciens là một loài nhện trong họ Araneidae.
Loài này thuộc chi Cyclosa. Cyclosa centrifaciens được miêu tả năm 1927 bởi Hingston.